# Cova de So n'Hereu - Camp de sa Cova
La cova de So n'Hereu - Camp de sa Cova és un jaciment arqueològic constituït per dues coves artificials funeràries pretalaiòtiques, situat a la possessió de So n'Hereu, al municipi de Llucmajor, Mallorca.
Les coves són subterrànies i es troben l'una de l'altra separades per una distància d'uns 32 m. Tenen relació amb la cova del jaciment Cova de So n'Hereu - Sa Pleta, ubicada a un centenar de metres al nord. Una de les coves presenta: rampa d'accés, cambra allargada, sòtil corbat i fosso central. L'altra cova presenta les mateixes característiques que l'anterior i, a més, un nínxol al costat dret. L'accés a ambdues coves és complicat degut als enderrocs i la vegetació, però els interiors es troben molt ben conservats. Estan situades dins terres de conreu i no apareix ceràmica en superfície als voltants.